# HBO Landelijk Overkoepelend Overleg orGaan
Het HBO Landelijk Overkoepelend Overleg orGaan (HBOLOOG) was in Nederland het landelijke overkoepelende orgaan van oorspronkelijk vrijgemaakt-gereformeerde hbo-verenigingen. Na een fusie ging het HBOLOOG met ingang van het seizoen 2018-2019 verder met VGS-Nederland.

## Oorsprong, doel en organisatie
Het HBOLOOG werd in de 20e eeuw opgericht als overkoepelend orgaan voor hbo-verenigingen met leden van de Gereformeerde Kerken vrijgemaakt, en had als doel de aangesloten vereniging waar mogelijk te ondersteunen in het bereiken van hun doelstellingen. Het orgaan hield nog in de 20e eeuw op te bestaan, maar werd in 2003 heropgericht. De verenigingen beperkten zich niet meer tot de vrijgemaakt-gereformeerde kerken alleen, maar de grondslag was nog steeds gereformeerd (GHBOV: Gererformeerde HBO vereniging). Bij een deel van de aangesloten verenigingen werd de identiteit later echter verbreed van een gereformeerde naar een (algemener) christelijke. Aan het hoofd van het HBOLOOG stond de GHBO-raad, die uit afvaardigingen van de verschillende verenigingen bestond. Daarnaast was er een bestuur waarvan de functies jaarlijks op toerbeurt werden ingevuld door de verschillende verenigingen. De verenigingen organiseerden afwisselend jaarlijks een tweetal HBOLOOG-brede activiteiten: een congres en een sporttoernooi.

### Aangesloten verenigingen
- Absens Carens, Zwolle
- Betula pubescens, Arnhem
- It Bernlef Ielde, Leeuwarden
- Pro Deo, Deventer
- Vis Vitalis, Dronten
- Quod Nomen Est, Rotterdam*, opgeheven
- Ars Vivendi, Den Haag*, opgeheven
- Vereniging van Gereformeerde Studenten in Twente (VGST), Enschede*
- Ad Tempus Vitae, Groningen*, opgegaan in Gereformeerde StudentenVereniging
- Ultrajectum, Utrecht*, opgegaan in Vereniging van Gereformeerde Studenten te Utrecht

* Verenigingen vermeld met een asterisk verlieten het HBOLOOG door ontbinding of door overgang naar VGS-Nederland vanwege een universitaire achtergrond, bijvoorbeeld door een verenigingsfusie.